# Gelanes fusculus
Gelanes fusculus là một loài tò vò trong họ Ichneumonidae.